# Battaglia di Arlon (1793)
La battaglia di Arlon del 1793 è stato un episodio delle guerre rivoluzionarie francesi avvenuto presso la roccaforte di Arlon (oggi in Belgio) il 9 giugno 1793.

## Storia
Nel corso dell'assedio di Magonza, l'armata del Reno, sotto gli ordini di Alessandro di Beauharnais (che aveva sostituito Adamo Filippo de Custine), si era trincerata sul Lauter. Dopo aver preso il comando, il generale aveva riorganizzato le sue truppe e incorporato le reclute che erano arrivate da ogni parte.
Allo stesso tempo, l'armata della Mosella si era ritirata dietro il Blies e il Saar. Questa inazione non soddisfaceva la Convenzione Nazionale ed il Comitato di salute pubblica ordinò ai due generali di riprendere l'offensiva e marciare in aiuto dell'esercito bloccato a Magonza, contro cui si rivolgevano gli sforzi della coalizione. Il modo più sicuro di far togliere l'assedio era di attaccare su due fronti contemporaneamente, l'armata della Mosella da Pirmasens o Kaiserslautern e l'armata del Reno dalla riva sinistra del fiume.